# Булдури (остановочный пункт)
Бу́лдури (латыш. Bulduri) — остановочный пункт в Юрмале на электрифицированной железнодорожной линии Торнякалнс — Тукумс II, ранее являвшейся частью Риго-Орловской железной дороги.

## История
Станция была открыта в 1877 году. Стала первой полноценной станцией на недавно открытой линии Засулаукс — Тукумс и носила название Бильдерлингсгоф по находящейся невдалеке усадьбе Бильдерлингов. Обслуживала дачников и местных жителей.
Первоначальное деревянное здание сгорело в 1944 году, во время войны. На его месте в 1947 году было построено новое каменное строение по проекту архитектора В. Озолиньша. Нынешнее название носит с 1919 года.
В конце 2015 — начале 2016 гг. проведена реконструкция остановочного пункта: перроны заменены на средние, высотой 550 мм над головкой рельса, демонтирован островной перрон, установлены информационные табло и камеры видеонаблюдения.

## Галерея

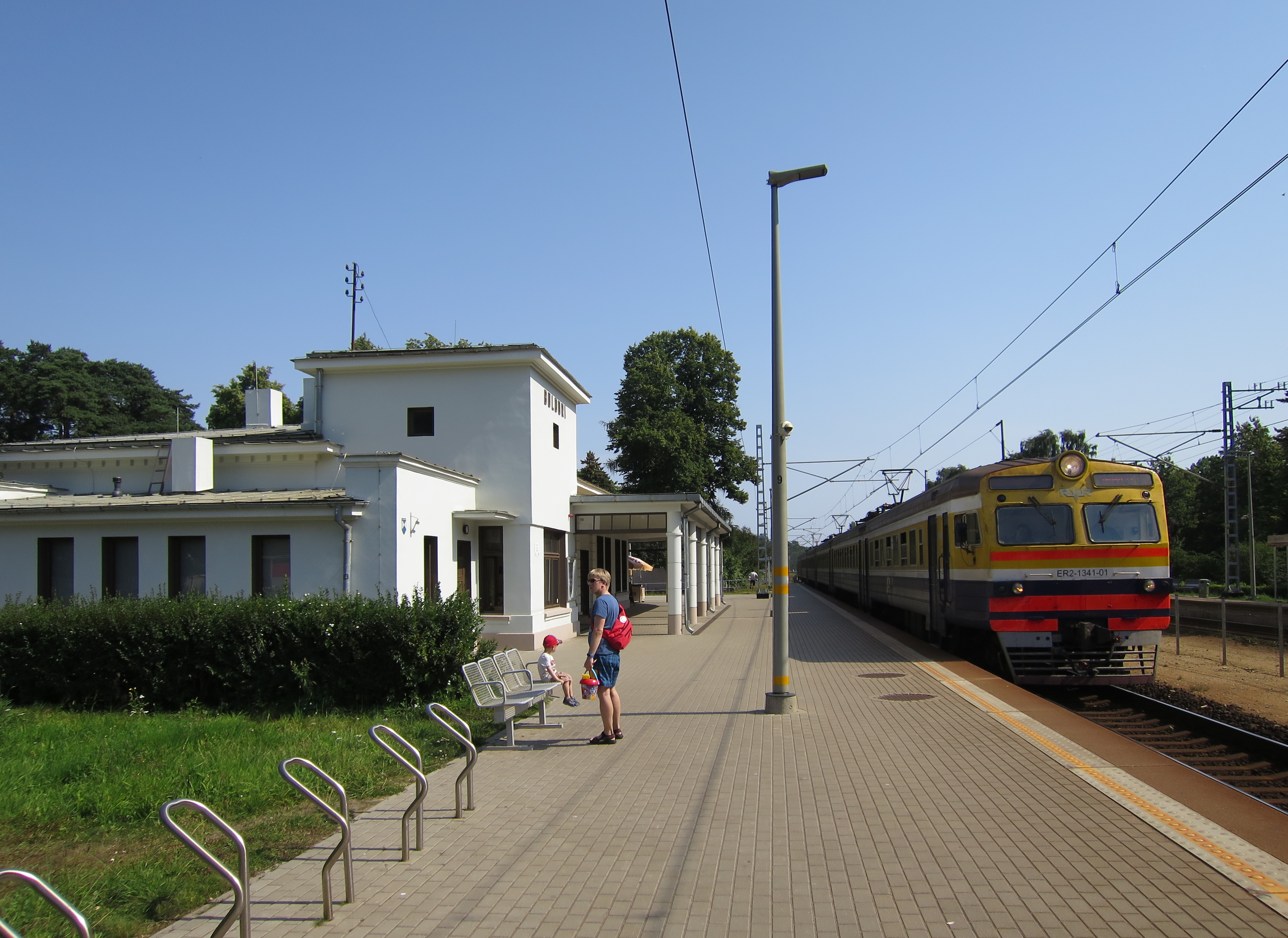
Перрон.
Остановочный пункт Булдури. Общий вид.
Пассажирское здание. Вид из города.
Нечётный (тукумский) перрон.
Электропоезд ЭР2 на остановочном пункте Булдури.
Фонтан напротив пассажирского здания.